# 札幌市立南小学校
札幌市立南小学校（さっぽろしりつ みなみしょうがっこう）は、北海道札幌市南区南31条西9丁目2-1にある公立小学校。
当校の学区である藻岩下地区は、開拓以来80年にわたり教育施設がなく、在住の児童は代々遠距離通学を強いられてきた。特に1947年（昭和22年）、アメリカ軍によるキャンプ・クロフォードの建設が始まってからは人口が激増し、あわせて自動車の往来も増加したため、通学時の危険が高まった。そこで地域住民は「小学校建設期成会」を結成し、有志による用地提供を受けて市議会へ請願。1953年（昭和28年）に長年の悲願だった小学校の設立が達成された。

## 沿革
- 1953年（昭和28年）
  - 4月23日 - 校舎第1期工事着工。
  - 8月20日 - 校名を「札幌市立南小学校」と決定。
  - 8月28日 - PTA設立総会。
  - 9月1日 - 幌南小学校と山鼻小学校から354名の児童を迎えて開校式挙行[2]。
  - 9月8日 - 学校給食開始。
  - 12月8日 - 校章制定。
- 1954年（昭和29年）
  - 8月12日 - 校旗完成。
  - 8月15日 - 校歌完成。
  - 9月2日 - 通学区域変更により、幌南小学校と山鼻小学校から172名編入。
  - 9月10日 - 開校1周年記念式典挙行。
- 1955年（昭和30年）8月5日 - 校舎周り、中庭に記念植樹。
- 1957年（昭和32年）8月20日 - 通学区域変更により、幌南小学校より215名編入。
- 1958年（昭和33年）10月17日 - 創立5周年記念行事開催し、式典挙行。
- 1959年（昭和34年） - 児童数が1400名を越える[2]。
- 1963年（昭和38年）9月3日 - 開校10周年研究大会開催し、記念式典挙行。
- 1972年（昭和47年）9月1日 - 開校20周年記念研究大会開催。
- 1973年（昭和48年）
  - 7月20日 - 20周年記念事業でグラウンドに遊具設置。
  - 9月1日 - 開校20周年記念式典挙行。
- 1981年（昭和56年）5月27日 - 校舎全面改築工事開始。
- 1982年（昭和57年）
  - 2月25日 - 旧校舎解体開始。
  - 12月22日 - 新校舎への移転作業。
- 1983年（昭和58年）
  - 2月26日 - 旧校舎解体完了。
  - 8月20日 - 飼育小屋完成。
  - 12月 - 新校舎完成。
- 1984年（昭和59年）
  - 2月18日 - 開校30周年記念式典挙行。
  - 11月24日 - 「愛の鐘」設置。
- 1987年（昭和62年）7月15日 - プール新築。
- 1988年（昭和63年）9月2日 - 学校図書館開放事業開始。
- 1993年（平成5年）
  - 3月31日 - 中央区内の児童350名が、新規開校の山鼻南小学校に移籍[2]。
  - 10月30日 - 開校40周年記念式典挙行。
- 1997年（平成10年）6月16日 - プール温水シャワー完成
- 2000年（平成12年）
  - 4月7日 - 業者委託による給食開始。
  - 6月2日 - フレッシュタイム・チャレンジタイム開始。
- 2001年（平成13年）
  - 3月1日 - コンピュ－タ室完成。
  - 7月10日 - 夢のコンサート開始。
  - 8月23日 - 玄関オートロック設置。
- 2003年（平成15年）
  - 4月1日 - ホームページ開設。
  - 10月3日 - 開校50周年を祝う会開催。
- 2004年（平成16年）
  - 6月25日 - 子育てもいわ広場開設。
  - 9月21日 - 地域協力下校訓練。
- 2005年（平成17年）9月2日 - 保護者出迎え訓練。
- 2006年（平成18年）
  - 4月1日 - 「そよかぜ学級」開級。
  - 10月13日 - 安全ボランティア組織結成。
- 2007年（平成19年）5月14日 - 学年園整備。
- 2008年（平成20年）7月31日 - コンピュータ40台に更新。
- 2009年（平成21年）
  - 8月4日 - 新規格児童用机と椅子更新。
  - 8月6日 - 玄関前インターロッキング改修工事。
- 2012年（平成24年）9月28日 - ヒグマ講習会開催。
- 2013年（平成25年）12月5日 - 開校60周年記念式典挙行。
- 2015年（平成27年）10月27日 - 給水改修衛生設備工事竣工。
- 2016年（平成28年）
  - 10月14日 - 外部改修工事竣工。
  - 11月18日 - 体育館外壁改修工事竣工。

### この節の出典
- 学校のあゆみ（学校ホームページ内）(一部記載除く)

## 学区
- 札幌市南区
  - 南30条西8丁目、南31条西8丁目～11丁目、南32条西8丁目～11丁目、南33条西8丁目～11丁目、南34条西8丁目～11丁目、南35条西9丁目～11丁目、南36条西10丁目～11丁目、南37条西10丁目～11丁目、南38条西10丁目～11丁目、南39条西10丁目～11丁目、藻岩下（1丁目～5丁目、住居表示未整備地区）[3]
  - なお、本校は中央区との区境線に近いため、山鼻南小学校の学区である中央区南30条西11丁目などは、山鼻南小学校より、本校の方が近い地域がある。

## 学校周辺
- 国道230号
- 山鼻川
- 国土交通省札幌河川事務所
- 札幌市中央清掃事務所
- 藻岩下公園
- 豊平川

## アクセス
- じょうてつバス「南4」・「南54」・「南55」・「南64」の各系統で、「南34条西11丁目」バス停から、徒歩約730m・約13分。
  - 札幌市営地下鉄南北線真駒内駅から、上述のじょうてつバス「南4」・「南54」の各系統を利用。
  - 札幌市営地下鉄東西線西11丁目駅から、上述のじょうてつバス「南4」系統を利用。
  - JR北海道札幌駅・札幌市営地下鉄さっぽろ駅から、上述のじょうてつバス「南54」・「南55」・「南64」（「南64」系統のみ札幌駅北口発着）の各系統を利用。
    - 時刻や所要時間などは、じょうてつホームページを参照か、要電話問い合わせ。
- 北都交通空港連絡バス円山線「南30条西10丁目ミューヘン大橋」バス停から、徒歩約360m・約6分。
  - 新千歳空港国内ターミナルから1時間13分。円山方面からのみの利用不可。

## 著名な卒業生
- 森田美由紀 - NHKアナウンサー
- 今川優馬  - プロ野球選手